# Silvia Paternò di Spedalotto
Silvia Paternò di Spedalotto (nome completo Silvia Ottavia Costanza Maria; Bagheria, 31 dicembre 1953) è stata duchessa consorte d'Aosta dal 1987 al 2006, come moglie del duca Amedeo.

## Biografia

### Infanzia ed educazione
Silvia è nata a Bagheria presso Villa Spedalotto nel 1953 dalla nobile famiglia Paternò, figlia di Vincenzo (1923-1987) e di Rosanna Bellardo (1927-2012), di origine piemontese. È sorella minore di Giulia (1950) e Achille (1951).
Ha trascorso l'infanzia tra la Sicilia e Roma e, dopo il conseguimento della maturità classica a Siracusa, studiò restauro degli organi da chiesa all'Opificio delle pietre dure di Firenze, con il prof. Donati.
Si diplomò come Infermiera Volontaria della Croce Rossa Italiana (CRI) nel 1987 ad Arezzo.

### Matrimonio e attività
Il 30 marzo del 1987 sposò Amedeo di Savoia nella cappella della sua villa di nascita, diventando la sua seconda moglie.
Come membro della Croce Rossa ha partecipato a missioni di emergenza in Italia e all'estero, come nel 1999 per assistere i profughi kosovari o recandosi in Molise dopo il terremoto del 2002. Con la CRI ha lavorato anche in Romania, Kenya e Iraq.
Per sei anni ha servito come Ispettrice Provinciale delle Infermiere Volontarie di Arezzo, poi per tre anni come Vice Ispettrice del C.M. Regione Toscana e come Ispettrice ad Arezzo per un altro triennio.
Ha accettato l'incarico di presidentessa onoraria del Movimento Etico per la Difesa Internazionale del Crocifisso (MEDIC) nel 2010. Nel 2020 divenne con il marito presidentessa onoraria della Fondazione Scuola d'infanzia "Regina Margherita" di Asti (fondata nel 1891) e dal 9 aprile 2022 ricopre lo stesso ruolo nel movimento Rinnovamento nella Tradizione - Croce Reale.

## Cariche
- Presidentessa onoraria del Circolo Raimondo Montecuccoli di Modena;[5]
- Presidentessa onoraria dell'Associazione Donatori S. Andrea, volta a promuovere le donazioni di sangue, midollo e cordone ombelicale;[5]
- Presidentessa onoraria dell'Arab Italian Women Association (AIWA) con Fadwa dell’Arabia Saudita, per promuovere il dialogo tra donne arabe e italiane;[5][8]
- Presidentessa onoraria dell'Associazione Principessa Mafalda e Principessa Giovanna di Savoia.[7]

## Ascendenza
|                                            |                 |                                        | Genitori                                   |  |  | Nonni |  |  | Bisnonni                                   |  |  | Trisnonni                                |  |
|                                            |                 |                                        |                                            |  |  |       |  |  | Vincenzo Paternò Ventimiglia di Spedalotto |  |  | Ettore Paternò Ventimiglia di Spedalotto |  |
|                                            |                 |                                        |                                            |  |  |       |  |  | Vincenzo Paternò Ventimiglia di Spedalotto |  |  | Ettore Paternò Ventimiglia di Spedalotto |  |
|                                            |                 | Rosalia Vanni di Archirafi             |                                            |  |  |       |  |  | Vincenzo Paternò Ventimiglia di Spedalotto |  |  |                                          |  |
| Achille Paternò Ventimiglia di Spedalotto  |                 |                                        |                                            |  |  |       |  |  | Vincenzo Paternò Ventimiglia di Spedalotto |  |  |                                          |  |
|                                            |                 | Silvia Lanza Filangeri di Mirto        | Giuseppe Antonio Lanza Filangeri di Mirto  |  |  |       |  |  |                                            |  |  |                                          |  |
|                                            |                 | Silvia Lanza Filangeri di Mirto        | Giuseppe Antonio Lanza Filangeri di Mirto  |  |  |       |  |  |                                            |  |  |                                          |  |
|                                            |                 | Silvia Lanza Filangeri di Mirto        | Silvia Paternò di Sperlinga dei Manganelli |  |  |       |  |  |                                            |  |  |                                          |  |
| Vincenzo Paternò Ventimiglia di Spedalotto |                 | Silvia Lanza Filangeri di Mirto        |                                            |  |  |       |  |  |                                            |  |  |                                          |  |
|                                            |                 | Francesco Arezzo di Celano             | Orazio Arezzo di Celano                    |  |  |       |  |  |                                            |  |  |                                          |  |
|                                            |                 | Francesco Arezzo di Celano             | Orazio Arezzo di Celano                    |  |  |       |  |  |                                            |  |  |                                          |  |
|                                            |                 | Francesco Arezzo di Celano             | Emmanuela Maria Landolina di Torrebruna    |  |  |       |  |  |                                            |  |  |                                          |  |
| Giulia Arezzo di Celano                    |                 | Francesco Arezzo di Celano             |                                            |  |  |       |  |  |                                            |  |  |                                          |  |
|                                            |                 | Flavia Airoldi di Cruyllas             | Cesare Pietro Airoldi di Cruyllas          |  |  |       |  |  |                                            |  |  |                                          |  |
|                                            |                 | Flavia Airoldi di Cruyllas             | Cesare Pietro Airoldi di Cruyllas          |  |  |       |  |  |                                            |  |  |                                          |  |
|                                            |                 | Flavia Airoldi di Cruyllas             | Stefania Di Napoli di Bonfornello          |  |  |       |  |  |                                            |  |  |                                          |  |
| Silvia Paternò di Spedalotto               |                 | Flavia Airoldi di Cruyllas             |                                            |  |  |       |  |  |                                            |  |  |                                          |  |
|                                            | Pietro Bellardo | Giuseppe Bellardo                      |                                            |  |  |       |  |  |                                            |  |  |                                          |  |
|                                            | Pietro Bellardo | Giuseppe Bellardo                      |                                            |  |  |       |  |  |                                            |  |  |                                          |  |
|                                            | Pietro Bellardo | Rosa Ratto                             |                                            |  |  |       |  |  |                                            |  |  |                                          |  |
| Armando Bellardo                           | Pietro Bellardo |                                        |                                            |  |  |       |  |  |                                            |  |  |                                          |  |
|                                            |                 | Rosa Rossi                             | Giuseppe Rossi                             |  |  |       |  |  |                                            |  |  |                                          |  |
|                                            |                 | Rosa Rossi                             | Giuseppe Rossi                             |  |  |       |  |  |                                            |  |  |                                          |  |
|                                            |                 | Rosa Rossi                             | …                                          |  |  |       |  |  |                                            |  |  |                                          |  |
| Rosanna Bellardo e Ferraris                |                 | Rosa Rossi                             |                                            |  |  |       |  |  |                                            |  |  |                                          |  |
|                                            |                 | Alessandro Ferraris di Celle           | Alessandro Luigi Ferraris di Celle         |  |  |       |  |  |                                            |  |  |                                          |  |
|                                            |                 | Alessandro Ferraris di Celle           | Alessandro Luigi Ferraris di Celle         |  |  |       |  |  |                                            |  |  |                                          |  |
|                                            |                 | Alessandro Ferraris di Celle           | Teresa Lovera di Maria                     |  |  |       |  |  |                                            |  |  |                                          |  |
| Ottavia Ferraris di Celle                  |                 | Alessandro Ferraris di Celle           |                                            |  |  |       |  |  |                                            |  |  |                                          |  |
|                                            |                 | Luisa Vassallo di Castiglione Falletto | Carlo Vassallo di Castiglione Falletto     |  |  |       |  |  |                                            |  |  |                                          |  |
|                                            |                 | Luisa Vassallo di Castiglione Falletto | Carlo Vassallo di Castiglione Falletto     |  |  |       |  |  |                                            |  |  |                                          |  |
|                                            |                 | Luisa Vassallo di Castiglione Falletto | Adele Robbio di Varigliè                   |  |  |       |  |  |                                            |  |  |                                          |  |
|                                            |                 | Luisa Vassallo di Castiglione Falletto |                                            |  |  |       |  |  |                                            |  |  |                                          |  |

### Ascendenza patrilineare[9]
1. Roberto d'Embrun, 1050-1100 ca.
2. Costantino I, Signore di Paternò, Conte di Buccheri
3. Roberto II, Signore di Paternò, Conte di Buccheri, †1134 ca.
4. Costantino II, Signore di Paternò, Conte di Buccheri, Conte di Butera, Conte di Martana, †1168
5. Simone, Signore di Paternò, Conte di Buccheri, †1197 ca.
6. Federico, Signore di Paternò
7. Gualterio Paternò, I Barone del Burgio e delle Saline
8. Benedetto Paternò, II Barone del Burgio, †1344
9. Nicola Paternò, III Barone del Burgio
10. Giovanni Paternò il Vecchio, IV Barone del Burgio, I Barone del Murgo, I Barone della Nicchiara,
11. Gualterio Paternò, V Barone del Burgio, I Barone di Imbaccari Sottana, 1381-1432
12. Francesco Paternò, II Barone di Imbaccari Sottana, I Barone di Granirei, 1412-1471
13. Gualtiero Paternò, III Barone di Imbaccari Sottana, 1479-1519
14. Giovan Francesco Paternò, IV Barone di Imbaccari Sottana, I Barone di Raddusa †1532 ca.
15. Brandano Paternò, V Barone di Imbaccari Sottana, II Barone di Raddusa, 1499-1533
16. Giovanni Battista, VI Barone di Imbaccari Sottana, III Barone di Raddusa, †1549
17. Giovan Francesco Paternò, VII Barone di Imbaccari Sottana, IV Barone di Raddusa, 1544-1574
18. Giuseppe Maria Paternò, VII Barone di Imbaccari Sottana, V Barone di Raddusa, †1623
19. Giacinto Maria Paternò, VII Barone di Raddusa con Mirabella, IX Barone di Imbaccari Sottana, 1597-1653
20. Vincenzo Paternò, I Barone di Regalcaccia e Spinagallo, VIII Barone di Raddusa e Destri, 1623-1678
21. Francesco Maria Paternò, IX Barone di Raddusa e Destri, 1648-1716
22. Vincenzo Maria Paternò, X Barone di Raddusa e Destri, 1680-1749
23. Francesco Maria Paternò, XI Barone di Raddusa e Destri, 1694-1765
24. Onofrio Emanuele Paternò, Barone di Spedalotto e Cugno , †1801
25. Vincenzo Paternò, I Marchese di Reggiovanni, Conte di Prades, Barone di Spedalotto, 1788-1853
26. Ettore Paternò Ventimiglia, III Marchese di Reggiovanni, Conte di Prades, 1815-1894
27. Vincenzo Paternò Ventimiglia, IV Marchese di Reggiovanni, Conte di Prades, 1861-1918
28. Achille Paternò Ventimiglia, V Marchese di Reggiovanni, Conte di Prades, 1895-1970
29. Vincenzo Paternò Ventimiglia, VI Marchese di Reggiovanni, Conte di Prades, 1923-1987
30. Silvia Ottavia Maria Paternò Ventimiglia, Duchessa di Savoia, Duchessa d'Aosta, n.1953

## Titoli e trattamento
- 30 dicembre 1953 - 30 marzo 1987: Donna Silvia Paternò Ventimiglia dei Marchesi di Reggiovanni, dei Conti di Prades e dei Baroni di Spedalotto
- 30 marzo 1987 - 1º giugno 2021: Sua altezza reale, la principessa Silvia di Savoia, duchessa di Savoia (contestato da Marina Doria, moglie di Vittorio Emanuele di Savoia)
- 1º giugno 2021- in carica: Sua altezza reale, la principessa Silvia di Savoia, duchessa vedova di Savoia (contestata da Marina Doria)

## Onorificenze

### Altri riconoscimenti
- Premio "Profilo Donna", Modena, 2002.[7]
- Premio "Donna Coraggio" (A.N.D.E.), Brescia, 2008.[7]